# العلاقات التشيلية الموزمبيقية
العلاقات التشيلية الموزمبيقية هي العلاقات الثنائية التي تجمع بين تشيلي وموزمبيق.

## مقارنة بين البلدين
هذه مقارنة عامة ومرجعية للدولتين:
| وجه المقارنة                                              | تشيلي                         | موزمبيق          |
| --------------------------------------------------------- | ----------------------------- | ---------------- |
| المساحة (كم2)                                             | 756.10 ألف                    | 801.59 ألف       |
| عدد السكان (نسمة)                                         | 17.37 مليون                   | 29.67 مليون      |
| الكثافة السكانية (ن./كم²)                                 | 22.97                         | 37.01            |
| العاصمة                                                   | سانتياغو                      | مابوتو           |
| اللغة الرسمية                                             | اللغة الإسبانية               | اللغة البرتغالية |
| العملة                                                    | بيزو تشيلي، وحدة حساب تشيلية ‏ | متكال موزمبيقي   |
| الناتج المحلي الإجمالي (بليون دولار)                      | 277.08 مليار                  | 12.33 مليار      |
| الناتج المحلي الإجمالي (تعادل القوة الشرائية) بليون دولار | 419.39 مليار                  | 33.35 مليار      |
| الناتج المحلي الإجمالي الاسمي للفرد دولار أمريكي          | 13.42 ألف                     | 529              |
| الناتج المحلي الإجمالي للفرد دولار أمريكي                 | 22.07 ألف                     | 1.13 ألف         |
| مؤشر التنمية البشرية                                      | 0.832                         | 0.416            |
| رمز المكالمات الدولي                                      | +56                           | +258             |
| رمز الإنترنت                                              | .cl                           | .mz              |
| المنطقة الزمنية                                           | 00، 00، 00، 00                | ت ع م+02:00      |

## منظمات دولية مشتركة
يشترك البلدان في عضوية مجموعة من المنظمات الدولية، منها:
| علم المنظمة | اسم المنظمة                               | تاريخ انضمام تشيلي | تاريخ انضمام موزمبيق |
| ----------- | ----------------------------------------- | ------------------ | -------------------- |
|             | الاتحاد البريدي العالمي                   | ?                  | ?                    |
|             | مؤسسة التنمية الدولية                     | 30 ديسمبر 1960     | 24 سبتمبر 1984       |
|             | منظمة حظر الأسلحة الكيميائية              | ?                  | ?                    |
|             | منظمة التجارة العالمية                    | ?                  | ?                    |
|             | الأمم المتحدة                             | 24 أكتوبر 1945     | 16 سبتمبر 1975       |
|             | وكالة ضمان الاستثمار متعدد الأطراف        | 12 أبريل 1988      | 23 نوفمبر 1994       |
|             | منظمة الشرطة الجنائية الدولية             | ?                  | ?                    |
|             | مؤسسة التمويل الدولية                     | 15 أبريل 1957      | 24 سبتمبر 1984       |
|             | المنظمة الهيدروغرافية الدولية             | ?                  | ?                    |
|             | الاتحاد الدولي للاتصالات                  | 1908               | 4 نوفمبر 1975        |
|             | البنك الدولي للإنشاء والتعمير             | 31 ديسمبر 1945     | 24 سبتمبر 1984       |
|             | المركز الدولي لتسوية المنازعات الاستشارية | 24 أكتوبر 1991     | 7 يوليو 1995         |
|             | يونسكو                                    | 7 يوليو 1953       | 11 أكتوبر 1976       |

## وصلات خارجية
- موقع وزارة الخارجية التشيلية
- موقع وزارة الخارجية الموزمبيقية